# Regeringen Poul Nyrup Rasmussen IV
Regeringen Poul Nyrup Rasmussen IV var Danmarks regering 23. marts 1998 – 27. november 2001.
Ændringer: 1. juli 1999, 10. juli 1999, 27. september 1999, 23. februar 2000 og 21. december 2000.
Den bestod af følgende ministre fra Socialdemokratiet (S) og Det Radikale Venstre (RV):
- Statsminister Poul Nyrup Rasmussen (S),
- Økonomiminister og minister for nordisk samarbejde Marianne Jelved (RV),
- Finansminister Mogens Lykketoft (S), indtil 21. december 2000 derefter Pia Gjellerup (S),
- Udenrigsminister Niels Helveg Petersen (RV), indtil 21. december 2000, derefter Mogens Lykketoft (S)
- Miljø- og energiminister Svend Auken (S),
- Minister for udviklingsbistand Poul Nielson (S), indtil 10. juli 1999, derefter Jan Trøjborg (S) indtil 21. december 2000, derefter Anita Bay Bundegaard (RV),
- Undervisnings- og kirkeminister Margrethe Vestager (RV), fra 21. december 2000 undervisningsminister. Kirkeministeriet overtages af Johannes Lebech (RV),
- Indenrigsminister Thorkild Simonsen (S), indtil 23. februar 2000 derefter Karen Jespersen (S),
- By- og boligminister Jytte Andersen (S), fra 1. juli 1999 tillige minister for ligestilling – titlen ændret 27. september 1999 til by- og boligminister og minister for ligestilling. Udtrådt af regeringen den 21. december 2000, ministeriet overdraget til Lotte Bundsgaard (S),
- Forsvarsminister Hans Hækkerup (S), indtil 21. december 2000, derefter Jan Trøjborg (S),
- Forskningsminister Jan Trøjborg (S), indtil 10. juli 1999 derefter Birte Weiss (S), den 21. december 2000 ændres titlen til IT- og forskningsminister
- Socialminister Karen Jespersen (S), indtil 23. februar 2000 derefter Henrik Dam Kristensen (S),
- Justitsminister Frank Jensen (S),
- Fødevareminister Henrik Dam Kristensen (S), indtil 23. februar 2000 derefter Ritt Bjerregaard (S),
- Sundhedsminister Carsten Koch (S), indtil 23. februar 2000 derefter Sonja Mikkelsen (S) indtil den 21. december 2000 hvor hun efterfølges af Arne Rolighed (S),
- Skatteminister Ole Stavad (S), indtil 21. december 2000 derefter Frode Sørensen (S),
- Erhvervsminister Pia Gjellerup (S), indtil 21. december 2000 derefter Ole Stavad (S),
- Trafikminister Sonja Mikkelsen (S), indtil 23. februar 2000 derefter Jacob Buksti (S),
- Kulturminister Elsebeth Gerner Nielsen (RV),
- Arbejdsminister Ove Hygum (S),

## Ekstern kilde/henvisning
- Statsministeriets hjemmeside